# Műkorcsolya a 2023. évi téli universiadén
A 2023. évi téli universiadén a műkorcsolya versenyszámait január 13. és január 15. rendezték az Herb Brooks Arenában.

## A versenyszámok időrendje
A műkorcsolya és jégtánc versenyek hivatalosan 3 versenynapból álltak. A versenyszámok eseményei helyi idő szerint (UTC −05:00):
| január 13., péntek                  | január 14., szombat                   | január 15., vasárnap                |
| ----------------------------------- | ------------------------------------- | ----------------------------------- |
| 13:00 – 15:07 Jégtánc (ritmustánc)  | 13:00 – 17:59 Nők (rövid program)     | 13:00 – 16:49 Férfi (szabadprogram) |
| 17:00 – 21:50 Férfi (rövid program) | 20:00 – 22:22 Jégtánc (szabadprogram) | 19:00 – 22:49 Nők (szabadprogram)   |

## A versenyen részt vevő nemzetek
A versenyen 31 nemzet 93 sportolója – 45 férfi és 48 nő – vett részt, az alábbi megbontásban:
| Részt vevő nemzetek férfi / nő megbontásban | Részt vevő nemzetek férfi / nő megbontásban | Részt vevő nemzetek férfi / nő megbontásban | Részt vevő nemzetek férfi / nő megbontásban | Részt vevő nemzetek férfi / nő megbontásban | Részt vevő nemzetek férfi / nő megbontásban | Részt vevő nemzetek férfi / nő megbontásban | Részt vevő nemzetek férfi / nő megbontásban | Részt vevő nemzetek férfi / nő megbontásban | Részt vevő nemzetek férfi / nő megbontásban | Részt vevő nemzetek férfi / nő megbontásban | Részt vevő nemzetek férfi / nő megbontásban |
| ------------------------------------------- | ------------------------------------------- | ------------------------------------------- | ------------------------------------------- | ------------------------------------------- | ------------------------------------------- | ------------------------------------------- | ------------------------------------------- | ------------------------------------------- | ------------------------------------------- | ------------------------------------------- | ------------------------------------------- |
| nemzet                                      | F                                           | N                                           | nemzet                                      | F                                           | N                                           | nemzet                                      | F                                           | N                                           | nemzet                                      | F                                           | N                                           |
| Ausztrália                                  | 1                                           | 1                                           | Finnország                                  | 1                                           | 1                                           | Litvánia                                    | 1                                           | 2                                           | Svájc                                       | 2                                           | 1                                           |
| Ausztria                                    | 0                                           | 1                                           | Franciaország                               | 4                                           | 3                                           | Magyarország                                | 2                                           | 1                                           | Svédország                                  | 1                                           | 1                                           |
| Bulgária                                    | 1                                           | 1                                           | Fülöp-szigetek                              | 0                                           | 1                                           | Mexikó                                      | 0                                           | 1                                           | Szlovákia                                   | 1                                           | 2                                           |
| Csehország                                  | 1                                           | 1                                           | Hongkong                                    | 2                                           | 1                                           | Németország                                 | 2                                           | 1                                           | Thaiföld                                    | 0                                           | 1                                           |
| Dél-Korea                                   | 2                                           | 2                                           | Japán                                       | 3                                           | 3                                           | Norvégia                                    | 0                                           | 1                                           | Törökország                                 | 1                                           | 1                                           |
| Egyesült Államok                            | 6                                           | 6                                           | Kazahsztán                                  | 3                                           | 3                                           | Olaszország                                 | 2                                           | 2                                           | Ukrajna                                     | 2                                           | 2                                           |
| Egyesült Királyság                          | 2                                           | 1                                           | Lengyelország                               | 0                                           | 1                                           | Örményország                                | 1                                           | 2                                           | Üzbegisztán                                 | 1                                           | 1                                           |
| Észtország                                  | 0                                           | 1                                           | Lettország                                  | 0                                           | 1                                           | Spanyolország                               | 3                                           | 1                                           |                                             |                                             |                                             |

F = férfi, N = nő

## Eredmények

### Éremtáblázat
(A táblázatban a rendező ország eltérő háttérszínnel kiemelve.)
| #        | Nemzet                 | Arany | Ezüst | Bronz | Összesen |
| 1.       | Japán (JPN)            | 2     | 2     | 0     | 4        |
| 2.       | Franciaország (FRA)    | 1     | 0     | 1     | 2        |
| 3.       | Egyesült Államok (USA) | 0     | 1     | 0     | 1        |
| 4.       | Dél-Korea (KOR)        | 0     | 0     | 1     | 1        |
| 4.       | Olaszország (ITA)      | 0     | 0     | 1     | 1        |
| Összesen | Összesen               | 3     | 3     | 3     | 9        |

### Éremszerzők
| versenyszám | arany                                            | arany  | ezüst                                                     | ezüst  | bronz                                            | bronz  |
| Férfiak     |                                                  |        |                                                           |        |                                                  |        |
| Férfi       | Jamamoto Szóta (JPN)                             | 274,86 | Cuboi Tacuja (JPN)                                        | 243,82 | Nikolaj Memola (ITA)                             | 231,33 |
| Nők         |                                                  |        |                                                           |        |                                                  |        |
| Női         | Mihara Mai (JPN)                                 | 221,18 | Szakamoto Kaori (JPN)                                     | 217,42 | Kim Jerim (Kim Ye-lim) (KOR)                     | 200,16 |
| Jégtánc     |                                                  |        |                                                           |        |                                                  |        |
| Jégtánc     | Franciaország (FRA) Marie Dupayage Thomas Nabais | 176,04 | Egyesült Államok (USA) Lorraine McNamara Anton Spiridonov | 175,33 | Franciaország (FRA) Natacha Lagouge Arnaud Caffa | 167,35 |